# Jonathan Duhamel
Pour les articles homonymes, voir Duhamel.
Jonathan Duhamel, né le 24 août 1987 à Boucherville (Québec), est un joueur professionnel de poker canadien, connu pour avoir remporté le Main Event des World Series of Poker en 2010.

## Carrière poker
En décembre 2008, Jonathan obtient 10e position au Main Event European Poker Tour à Prague et remporte 42 800 €.
}
Le 9 novembre 2010, Jonathan remporte le plus important tournoi de poker de l'année, le Main Event des World Series of Poker, empochant 8 944 138 $. Il est le premier canadien à gagner ce titre. Pour respecter une promesse faite dans l'émission canadienne Tout le monde en parle avant de gagner, Duhamel fait un don de 100 000 $ de ses gains à la Fondation pour l'enfance Canadiens de Montréal, ce qui représente le plus grand don individuel jamais fait à l'organisation.
Cette année-là, il signe un contrat de sponsoring avec Pokerstars, qui tiendra jusqu'en 2015
En janvier 2011, Duhamel termine 1er du High Roller Event de l'European Poker Tour Deauville et empoche 200 000 €.
En janvier 2012, Duhamel atteint la table finale à 4 reprises lors du PokerStars Caribbean Adventure : Duhamel termine tout d'abord 4e du Super High Roller Event, après avoir été éliminé par le vainqueur de l’évènement Viktor Blom. Cette performance lui rapporte 313 600 $. Il termine ensuite 5e du Turbo Event. Plus tard la même semaine, il gagne un évènement secondaire et empoche 239 830 $. Finalement, il termine 2e du tournoi High Roller et empoche 634 550 $. Cette performance au PCA le propulse au troisième rang du concours Player of the Year du site internet CardPlayer en date du 27 janvier 2012.
Le 23 janvier 2012, Duhamel est devenu le premier Québécois à percer le top 10 du Global Poker Index.
En 2014, il atteint 3 fois la table finale au World Series of Poker Asie-Pacifique.
Le 30 juin 2015, Duhamel gagne son 2e bracelet WSOP dans le tournoi High-Roller au profit de One Drop, empochant 3 989 985 $. En octobre 2015, il remporte le High-Roller des WSOP Europe, empochant 554 395 €.
Le 23 octobre 2015, Duhamel gagne son 3e bracelet WSOP au tournoi High-roller des WSOPE, gagnant 554 395 €.
Dans sa carrière, Jonathan Duhamel a remporté plus de 16 800 000 $ en tournois.

## Vie privée
Jonathan Duhamel a délaissé ses études en Finances à l'UQAM afin de faire carrière dans le poker professionnel.
Duhamel a été battu lors d'un cambriolage à son domicile le 21 décembre 2011. Son bracelet de gagnant du Main Event, une montre Rolex et de l'argent comptant (un butin estimé à 150 000 $) ont été volés. Quatre individus ont depuis été arrêtés, dont son ex petite-amie qui sera condamnée en 2013 à 4 ans de prison ferme. La police a depuis retrouvé environ la moitié de l'argent dérobé. Le bracelet du champion mondial de poker a été retrouvé le 17 février 2012 dans une benne à ordure.

## Résultats en tournoi
- 10e position au Main Event European Poker Tour à Prague en décembre 2008.
- 1re position au Main Event WSOP à Las Vegas en novembre 2010.
- 1re position au High Roller Saison 7 European Poker Tour à Deauville en janvier 2011.
- 15e position à l'Event #40 WSOP à Las Vegas en juin 2011.
- 4e position au tournoi Super High Roller du PokerStars Caribbean Adventure en janvier 2012.
- 1re position au tournoi secondaire Hold'em NL à 5000$ du PokerStars Caribbean Adventure en janvier 2012.
- 2e position au tournoi High Roller du PokerStars Caribbean Adventure en janvier 2012.
- 8e position au Poker Player Championship des WSOP en juin 2013.
- 3 tables finales au WSOP APAC en octobre 2014.
- 1re position au tournoi WSOP High-Roller à 111 111 $ de One Drop en juin 2015.
- 1re position au tournoi WSOPE High-Roller à 25 600 € en octobre 2015.